# مکانیکستاون (اوهایو)
مکانیکستاون (به انگلیسی: Mechanicstown) یک منطقهٔ مسکونی در ایالات متحده آمریکا است که در اوهایو واقع شده‌است.